# كارستن هنريك برون جونيور
كارستن هنريك برون جونيور (بالنرويجية البوكمول: Carsten Bruun)‏ هو لاعب رماية وشخصية أعمال نرويجي، ولد في 7 نوفمبر 1868 في تونسبرغ في النرويج، وتوفي في 16 يوليو 1951.

## وصلات خارجية
- كارستن هنريك برون جونيور على موقع أوليمبيديا (الإنجليزية)